# Ribonucleoproteína D2 pequeña

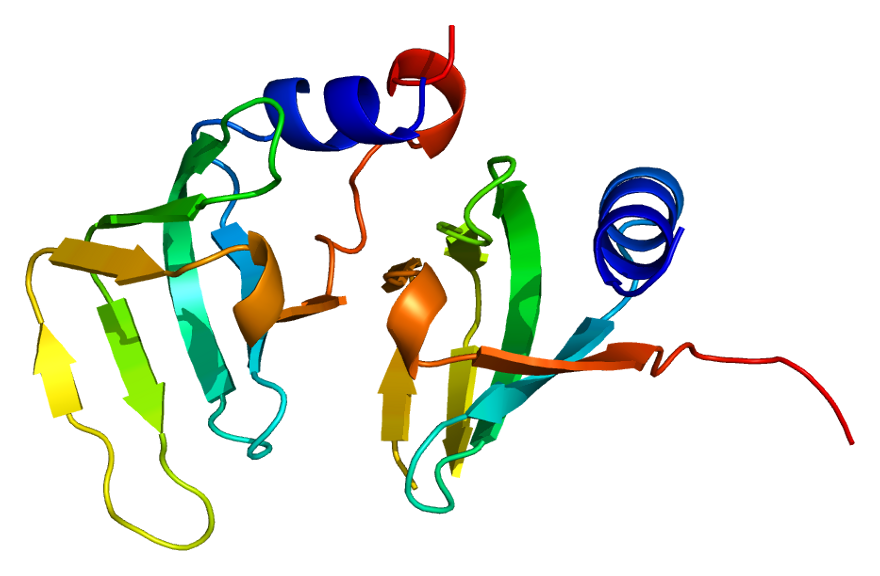
Estructura de la proteína SNRPD2. Basado en la representación PyMOL de PDB 1b34.

La ribonucleoproteína pequeña D2 es una proteína que en humanos está codificada por el gen SNRPD2 .
La proteína codificada por este gen pertenece a la familia de proteínas del núcleo de las ribonucleoproteínas nucleares pequeñas. Es necesario para el empalme de pre-ARNm y la biogénesis de ribonucleoproteínas nucleares pequeñas. Se produce un corte y empalme alternativo en este locus y se han identificado dos variantes de transcripción que codifican la misma proteína.

## Interacciones
Se ha demostrado que la ribonucleoproteína nuclear pequeña D2 interactúa con DDX20, Ribonucleoproteína nuclear pequeña D1, polipéptido F de ribonucleoproteína nuclear pequeña,  CDC5L y SMN1 .